# Koke (fotbalista, 1992)
Jorge Resurrección Merodio známý i jako Koke (* 8. ledna 1992, Madrid, Španělsko) je španělský fotbalový záložník a reprezentant, který hraje za španělský klub Atlético Madrid, jehož je odchovancem. Účastník Mistrovství světa 2014 v Brazílii, EURA 2016 ve Francii a Mistrovství světa 2018 v Rusku.
Koke je univerzální záložník schopný zahrát ve středu pole i na kraji záložní řady, obvykle však pod dlouholetým trenérem Atletů Diegem Simeonem nastupoval na levém kraji zálohy v rozestavení 4–4–2. Mezi jeho přednosti patří technika a pohyb, a také dravost a agresivita, např. při napadání soupeře.
Ve středu hřiště vyniká díky svému hernímu přehledu.

## Klubová kariéra

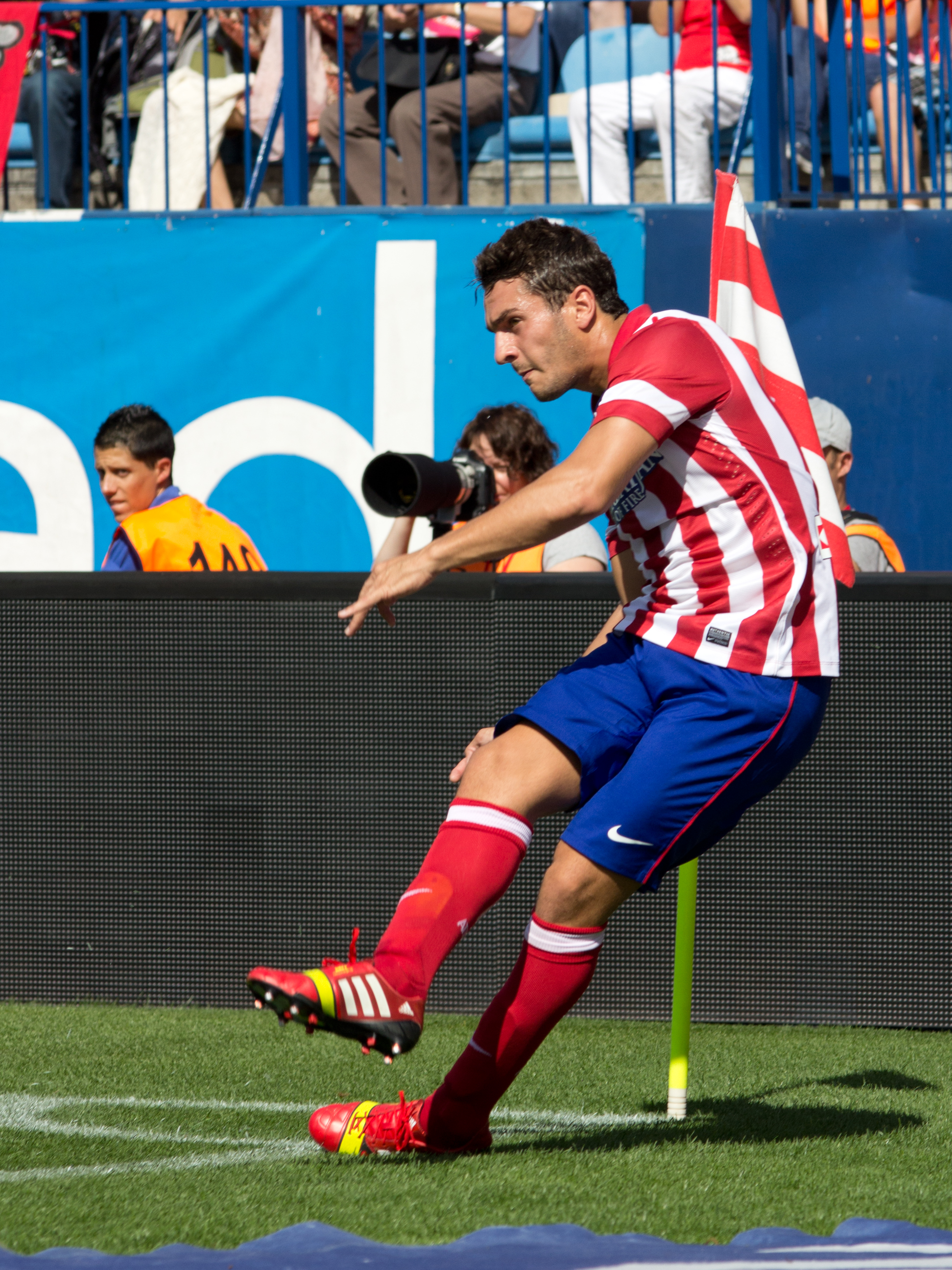
Koke (2013)

Koke je odchovancem klubu Atlético Madrid. Od září 2009 je členem A-týmu Atlética, debutoval v zápase proti FC Barcelona (porážka 2:5). S Atléticem začal sbírat úspěchy, vyhrál Evropskou ligu 2011/12, Superpohár UEFA 2012 a Copa del Rey 2012/13.
Ve čtvrtfinálové odvetě Ligy mistrů 2013/14 9. dubna 2014 vstřelil vítězný gól ve španělském souboji proti FC Barcelona, při výhře 1:0 a výsledku 1:1 z prvního utkání byl jeho gól zároveň postupový. Ve finále proti Realu Madrid musel skousnout porážku 1:4, vyrovnávající branku na 1:1 přitom Atlético dostalo až ve třetí minutě nastavení (hlavička Sergia Ramose). Stal se však vítězem Primera División 2013/14.
V srpnu 2014 vyhrál s Atléticem superpohár Supercopa de España, poraženým soupeřem byl Real Madrid.
Během první poloviny sezóny 2015/16 se hledal, na jaře však znovu nalezl formu a na konci sezóny mu náleželo třetí místo v počtu ligových asistencí, konkrétně 14. Podle serveru WhoScored.com mu náleželo sedmé místo v žebříčku ligových hráčů, kteří vytvořili nejvíce gólových šancí.
Po osmifinálovém postupu v Lize mistrů přes PSV Eindhoven na penalty se Atleti v dubnu ve čtvrtfinále střetli s Barcelonou. První zápas venku na Camp Nou prohráli 1:2, ačkoliv se zásluhou Kokeho průnikové přihrávky na gól Fernanda Torrese ujali vedení.
Domácí výhra 2:0 ale tým kolem Kokeho posunula do semifinále.
Server Sportskeeda.com ohodnotil Kokeho výkon známkou 8/10 a vyzdvihl jeho nasazení směrem dopředu i dozadu.
Na konci dubna odehrál domácí zápas s Bayernem Mnichov, ve kterém Atleti vyhráli 1:0 gólem Saúla Ñígueze.
Na začátku května odehrál odvetu proti týmu z Bavorska, ve kterém sice jeho tým 1:2 prohrál, díky pravidlu venkovních gólů ale postoupil do finále.
Finále se konalo 28. května 2016 v Miláně a soupeřem byl znovu Real Madrid (stejně jako v ročníku 2013/14). Po základní hrací době činil stav 1:1 a v prodloužení gól nepadl, čímž došlo na penalty. Penaltový rozstřel zvládli lépe hráči Realu, a to poměrem 5:3.
Vzdor prohře předvedl Koke dobrý výkon (podle BBC „velmi dobrý“) a byl jedním ze dvou hráčů se 100 a více přihrávkami.
V utkání La Ligy proti Huesce 20. ledna 2019 se stal nejmladším hráčem Atlétika se 400 odehranými utkáními a toto jubileum doplnil gólem a asistencí při výhře 3:0 venku.
Po odchodu Diega Godína se stal novým kapitánem počínaje sezónou 2019/20.
Doma proti Lokomotivu Moskva 25. listopadu 2020 ve skupinovém utkání Ligy mistrů si Koke zahrál 100. utkání v evropských pohárech.
Proti Deportivu Alavés 4. ledna 2021 si připsal 200. vítězné utkání ve španělské lize, čehož dosáhl za 332 utkání.

## Reprezentační kariéra

### Mládežnické reprezentace
Koke reprezentoval Španělsko v mládežnických kategoriích. 

Se španělskou reprezentací do 20 let se zúčastnil Mistrovství světa hráčů do 20 let 2011 v Kolumbii, kde byl jeho tým vyřazen ve čtvrtfinále Brazílií v penaltovém rozstřelu.

S týmem do 21 let vyhrál Mistrovství Evropy hráčů do 21 let 2013 v Izraeli, kde mladí Španělé porazili ve finále Itálii 4:2.
Zúčastnil se s týmem U23 Letních olympijských her 2012 v Londýně, kde Španělé jako největší favorité obsadili s jedním získaným bodem překvapivě poslední čtvrtou pozici v základní skupině D, aniž by vstřelili gól.

### A-mužstvo
V A-mužstvu Španělska debutoval 14. srpna 2013 v přátelském zápase proti reprezentaci Ekvádoru (výhra 2:0).
Trenér Vicente del Bosque jej nominoval na Mistrovství světa 2014 v Brazílii, kde Španělé vypadli již v základní skupině B po porážkách 1:5 s Nizozemskem a 0:2 s Chile a výhře 3:0 nad Austrálií.
Vicente del Bosque jej nominoval i na EURO 2016 ve Francii, kde byli Španělé vyřazeni v osmifinále Itálií po porážce 0:2. Koke nastoupil v jediném zápasu na šampionátu – v základní skupině D proti Turecku (výhra 3:0).
V květnu roku 2018 byl trenérem Julenem Lopeteguim nominován na Mistrovství světa.

## Úspěchy
- Sestava sezóny Ligy mistrů UEFA – 2015/16[28]
- Sestava sezóny Evropské ligy UEFA – 2017/18[29]